# UKCA标记

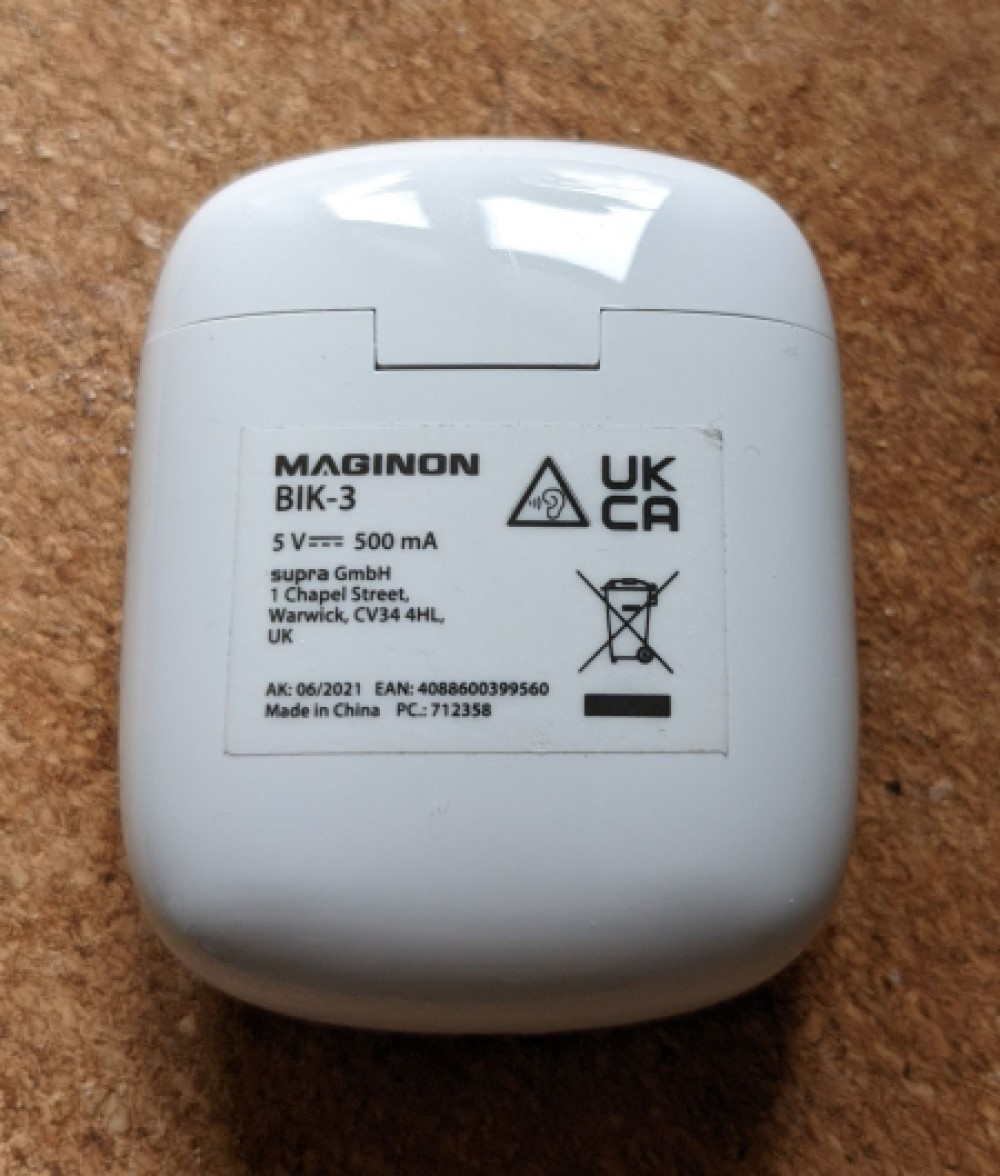
带有 UKCA 合格标志的耳塞盒

UKCA標記是一個符合標記，表示產品符合在英國銷售的適用要求。具有CE標記的產品也在英國市場上可接受。

## UKCA 和 CE 标志的适用性
UKCA標記於英國脫歐過渡期結束后，即2020年12月31日開始成為英國法律的一部分，它根據《2019年產品安全和計量等（修正）（脫歐）法規》生效。在那之前，英國政府就计划将其作为一项强制性要求，但同時CE标志也被接受作为一种替代方案，而最初的过渡期是至2022年1月1日。但這個截止日期仍然被分別延長至2022年12月31日、2023年1月1日、2024年12月31日，然後在2023年8月1日，政府有效地取消了UKCA的强制要求，並聲明對於CE標記在大多數商品中仍然是一個有效的合格標誌。

## UKCA标志的特点
UKCA標記的高度必須至少為5毫米；只要保持比例，它可以更大。標記應該是“易於辨識的、清晰可見的，且在2023年1月1日起永久附着於商品上”。

## 北爱尔兰
UKCA標記僅適用於在大不列顛島市場上銷售的產品。但根據《北爱尔兰议定书》，北爱尔兰仍與歐洲單一市場保持一致，因此仍需要CE標記。雖然英國本土機構不再有資格對面向歐盟的商品進行CE標記符合性評估，但根據《北愛爾蘭議定書》，它們可以對北愛爾蘭的商品進行CE標記進行符合性評估。如果英國機構已對面向北愛爾蘭的商品進行了評估，則產品應同時顯示CE標記和UKNI標誌。但是，打算出口到歐盟的產品必須由歐盟駐地機構進行評估，並帶有CE標記（不得帶有 UKNI 標誌）。
| 商品类型                             | 接受的标记                                                                |
| ------------------------------------ | ------------------------------------------------------------------------- |
| 投放到北爱尔兰市场的商品             | - CE（如果使用欧盟合格评定机构） - CE 和 UKNI（如果使用英国合格评定机构） |
| 投放到英国市场的商品                 | - UKCA或CE（无限期）                                                      |
| 来自北爱尔兰的合格商品投放到英国市场 | - CE，或CE和UKNI                                                          |
| 投放到欧洲经济区市场的商品           | - CE與UKCA標記可以与此一起出现，但UKNI标志不得出现在销往欧盟市场的商品上  |